# تشابا بالوغ
تشابا بالوغ Csaba Balogh (ولد في 10 مارس 1987 في بوادبست) لاعب شطرنج مجري يحمل لقب أستاذ كبير.
- علمه والده لعب الشطرنج في سن السادسة. وفي سن الثامنة بدأ التدريب مع الأستاذ الدولي بوروج إستفان، الذي أخذ بالوغ إلى دورته الأولى في العالم التالي.
- فاز ببطولة العالم تحت 16 سنة عام 2003.
- فاز بالمركز الثاني في بطولة المجر للشطرنج عام 2006.
- فاز بدورة كازينو دي برشلونة عام 2013 و2014.
- فاز مع الفريق المجري بالميدالية الفضية في اولمبياد الشطرنج 2014. كما فاز بالميدالية الفضية منفرداً على الطاولة رقم 2 بفضل أداءه التصنيفي الذي بلغ 2839.
- شارك في كأس العالم للشطرنج عام 2015، وهزم إيلتاج سفارلي في الجولة الأولى، ثم هزم أمام ويسلي سو في الجولة الثانية.

## وصلات خارجية
- تشابا بالوغ على موقع الاتحاد الدولي للشطرنج (الإنجليزية)
- تشابا بالوغ على موقع مباريات الشطرنج (الإنجليزية)
- تشابا بالوغ على موقع 365Chess.com (الإنجليزية)
- تشابا بالوغ على موقع Chesstempo.com (الإنجليزية)
- تشابا بالوغ سجل أولمبياد الشطرنج على موقع OlimpBase.org (الإنجليزية)